# Гипофосфит лития
Гипофосфит лития — неорганическое соединение,
соль лития и фосфорноватистой кислоты кислоты
с формулой LiPH2O2,
бесцветные кристаллы,
растворяется в воде,
образует кристаллогидраты.

## Получение
- Обменная реакция между сульфатом лития и гипофосфитом бария:

{\displaystyle {\mathsf {Li_{2}SO_{4}+Ba(PH_{2}O_{2})_{2}\ {\xrightarrow {}}\ 2LiPH_{2}O_{2}+BaSO_{4}\downarrow }}}

## Физические свойства
Гипофосфит лития образует бесцветные гигроскопичные кристаллы
моноклинной сингонии,
пространственная группа C 2/m,
параметры ячейки a = 0,93557 нм, b = 0,53107 нм, c = 0,65432 нм, β = 108,259°, Z = 4
.
Растворяется в воде.
Образует кристаллогидрат состава LiPH2O2•H2O.

## Химические свойства
- При нагревании разлагается с воспламенением:

{\displaystyle {\mathsf {9LiPH_{2}O_{2}\ {\xrightarrow {T}}\ 2Li_{4}P_{2}O_{7}+LiPO_{3}+4PH_{3}+2H_{2}+H_{2}O}}}